# 차바카노어
차바카노어(Chavacano 또는 Chabacano)는 필리핀의 잠보앙가 지역에서 사용되는 스페인어에 기반을 둔 크리올이다. 잠보앙가어라고 하기도 한다. ‘차바카노’(Chabacano)라는 말은 ‘맛 없는’, ‘천박한’을 뜻하는 스페인어에서 온 말이다. 왜냐하면, 차바카노어가 카비테, 테르나테, 잠보앙가 그리고 에르미타를 중심으로 사용되었기 때문이다. 이것은 또한 삼보앙가 부족들이 만든 ‘차바노’(chavano)에서도 유래된 것이다. 이 언어는 여섯 개의 다른 방언으로 발전해 왔다. 잠보앙가시의 ‘잠보앙구에’뇨(Zamboangueño), 다바오 시를 중심으로 ‘다바오에뇨 잠보앙구에뇨’(Davaoeño Zamboangueño)와 ‘카스텔라뇨 아바카이’(Castellano Abakay), 테르나테와 카비테를 중심으로 ‘테르나테뇨’(Ternateño), 카비테를 중심으로 ‘카비테뇨’(Caviteño), 코타바토 시를 중심으로 ‘코타바테뇨’(Cotabateño), 그리고 에르미타를 중심으로 한 ‘에르미테뇨’(Ermiteño)가 있다.

## 개요
차바카노어의 사용자는 대부분 필리핀 남부 삼보앙가 지역에 모여 있으며, 2000년 인구조사에 따르면 대략 60만 명의 차바카노어 사용자들이 있는 것으로 알려졌다. 차바카노어의 어휘는 대부분 스페인어에서 비롯되었으나, 문법적 특징은 필리핀의 다른 주요 언어와 마찬가지로 말레이어 계열의 특징을 띤다. 차바카노어는 교육, 출판, 방송 등에 널리 쓰인다.

## 같이 보기
- 스페인령 동인도
- 히스패닉
- 차바카노어 위키백과